# Dassault Falcon 900

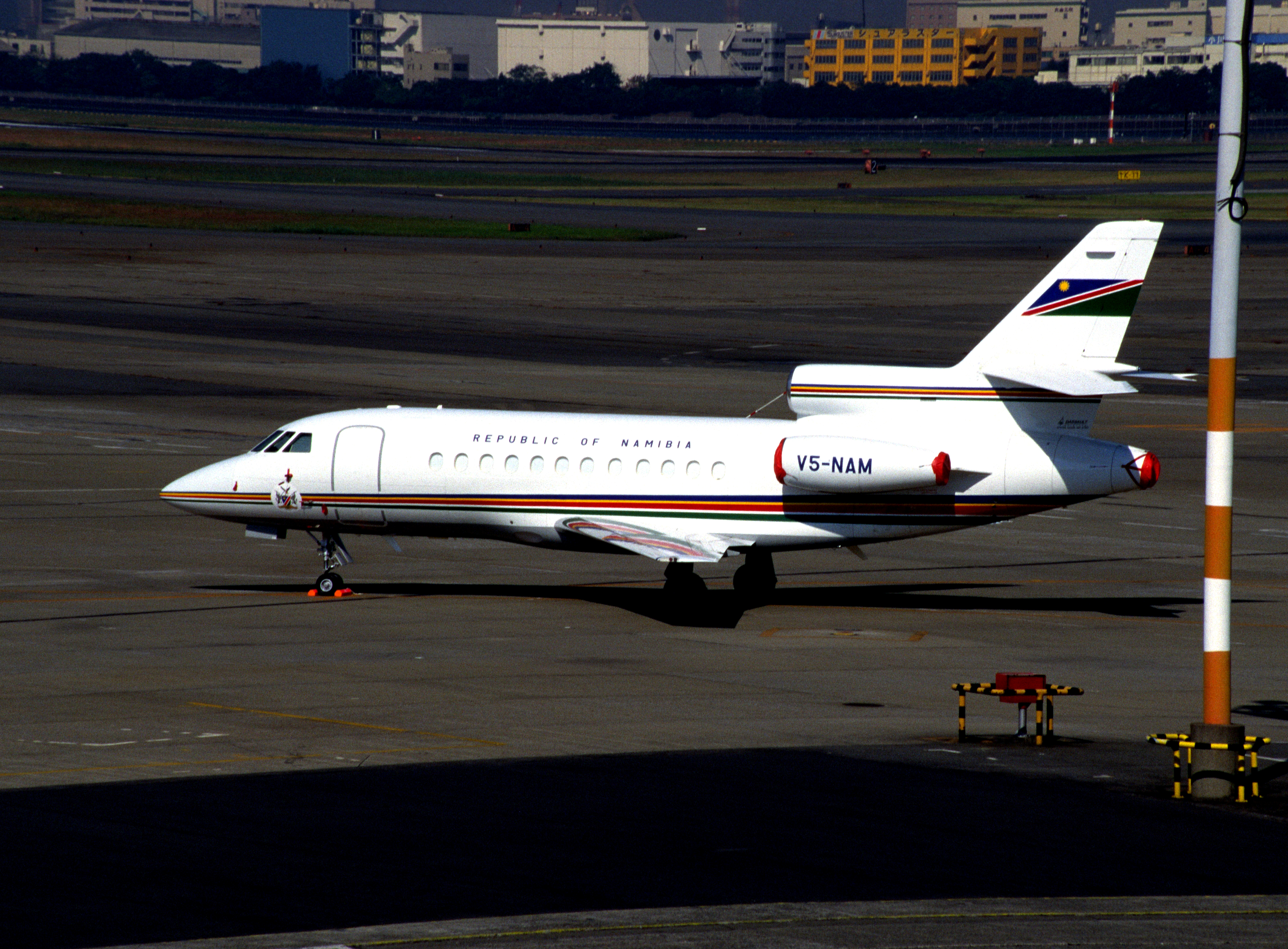
Ein Regierungsflugzeug von Namibia vom Typ Dassault Falcon 900B mit dem Kennzeichen V5-NAM.

Die Dassault Falcon 900 (ursprünglich Falcon Gros Fuselage genannt) ist ein dreistrahliges Geschäftsreiseflugzeug aus der Falcon-Baureihe des französischen Flugzeugherstellers Dassault Aviation. Der Erstflug erfolgte 1984, und 1987 wurde die erste Maschine an einen Kunden übergeben. Von den acht gebauten Varianten werden heute noch die beiden neuesten, Falcon 900DX und 900LX, hergestellt. Die Dassault Falcon 2000 stellt eine verkleinerte zweistrahlige Variante der Falcon 900 dar.

## Geschichte
Anfang der 1980er Jahre sah sich Dassault mit Flugzeugen wie der Gulfstream III oder der Challenger 601, die vor allem mit erheblich geräumigeren Kabinen punkteten, zunehmender Konkurrenz für sein damaliges Topmodell Falcon 50 gegenüber. Deshalb wurde unter Beibehaltung der grundsätzlichen Auslegung der Falcon 50 ein komplett neues Langstreckenflugzeug entwickelt, das vorerst Falcon Gros Fuselage (zu deutsch in etwa Falcon mit großem Rumpf) genannt wurde. Die größte Änderung betraf – wie im Projektnamen angedeutet – die vollkommen neue Kabine, die ein um rund 80 % gewachsenes Volumen aufwies. Hinzu kamen effizientere und stärkere Triebwerke sowie eine gesteigerte Reichweite. Ohne wesentliche Änderungen übernommen wurde hingegen der superkritische Flügel der Falcon 50.
Das Projekt wurde im Mai 1983 der Öffentlichkeit vorgestellt und bereits am 21. September 1984 erfolgte der Erstflug in Mérignac. Am 14. März 1986 erteilte die französische Luftsicherheitsbehörde die Zulassung und jene der FAA folgte eine Woche später. Die erste Maschine wurde am 19. Dezember 1986 an einen Kunden ausgeliefert.
Bis 2008 wurden über 500 Flugzeuge der verschiedenen Varianten der Falcon 900 bestellt, wovon über 400 ausgeliefert waren. Mindestens 30 Maschinen davon wurden von Regierungen und staatlichen Behörden geordert. Die jährliche Fertigungsrate liegt bei rund 30 Maschinen.

## Technik
Die Falcon 900 ist ein dreistrahliges Geschäftsreiseflugzeug in Tiefdeckerauslegung. Als Antrieb dienen drei TFE731-5-Triebwerke von Honeywell International, wobei der Lufteinlass für das mittlere Triebwerk S-förmig angeordnet ist (so genannter S-Duct). Die Reichweite liegt bei 7000 km, die Höchstgeschwindigkeit bei Mach 0,87, die maximale Reisegeschwindigkeit bei Mach 0,84 und die Langstreckenreisegeschwindigkeit bei Mach 0,75.
Die Kabinenhöhe wurde von 1,8 m auf 1,88 m erhöht, was nun durchgehende Stehhöhe ermöglicht, und die Breite wurde um knapp 50 cm auf 2,35 m erhöht, was das Platzangebot erheblich steigert. Hierzu trägt auch die Verlängerung der Kabine um fast 3 m auf nun 10,11 m bei. Insgesamt kann bei üblicher Inneneinrichtung acht bis zwölf Personen Platz geboten werden, bei engerer Bestuhlung bis zu 15 Personen. Bei sehr enger Bestuhlung in Dreierreihen können bis zu 19 Personen untergebracht werden.
Für die Entwicklung verwendete Dassault das im eigenen Haus geschriebene CAD-Programm CATIA, was die Konstruktion vereinfachte und beschleunigte. Insbesondere konnte auch auf den Bau eines Modells verzichtet werden. Aus der Kampfflugzeugsparte wurde die Verwendung damals noch neuer Materialien wie Kevlar, Kohlenstofffaser und Titan übernommen, was die für Dassault charakteristische Leichtbauweise begründete.

## Versionen

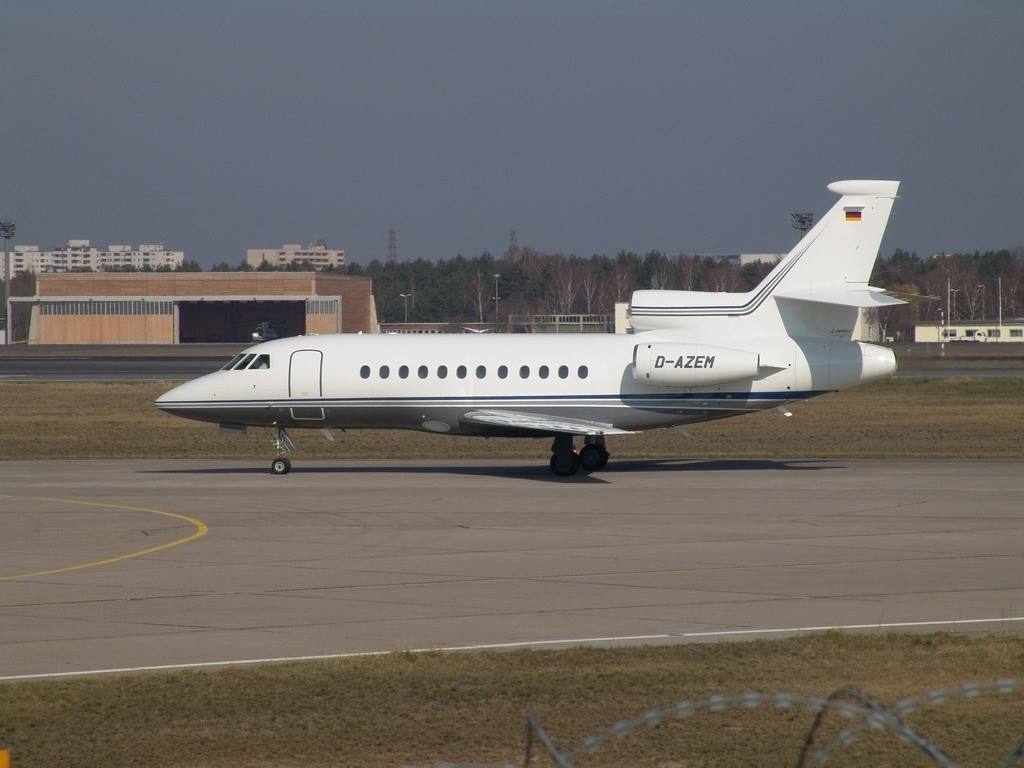
Mutmaßliches Dienstflugzeug des BND

### Falcon 900B
Die 900B stellt eine Weiterentwicklung mit verbesserten und effizienteren TFE731-5BR-Triebwerken dar, die eine größere Reichweite ermöglichen. Konkret stieg die Reichweite um 400 km auf 7400 km. Zudem konnten auch die Steigleistungen verbessert werden, die sich bei der Ursprungsversion an heißen Tagen als ungenügend erwiesen hatten. Mit der Einführung der Falcon 900B im Jahr 1991 wurde die Produktion der Falcon 900 eingestellt. Für Kunden älterer Maschinen wurde eine Umrüstung auf die neuen Triebwerke angeboten, was für die meisten Flugzeuge auch in Anspruch genommen wurde. Der Erstflug der Falcon 900B erfolgte schon 1985 – noch bevor die erste Falcon 900 an einen Kunden übergeben worden war. Die Falcon 900B wird von Namibia als Regierungsmaschine verwendet.

### Falcon 900C
Die C-Variante ist mit der 900B aerodynamisch identisch, jedoch wurde das überarbeitete Primus-2000-Cockpit der 900EX übernommen, ohne jedoch die sonstigen Verbesserungen zu übernehmen. Die 900C hob am 17. Dezember 1998 zum ersten Mal ab und Anfang des Jahres 2000 wurde die erste Maschine einem Kunden übergeben.

### Falcon 900EX

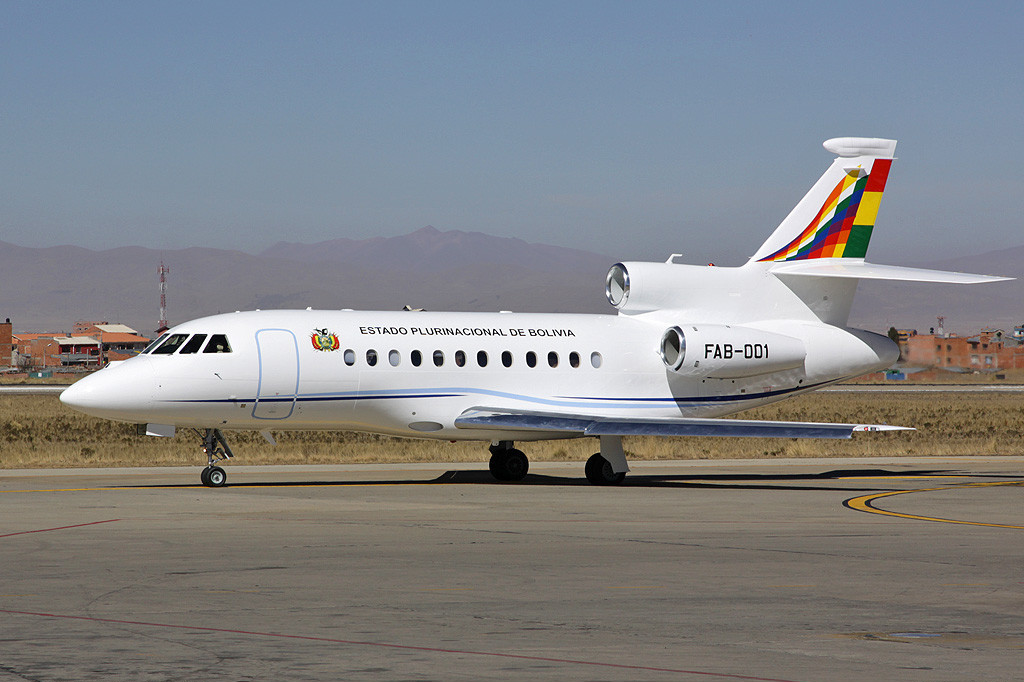
Eine Falcon 900EX als Regierungsmaschine Boliviens

Die EX-Variante ist im Gegensatz zur 900C eine umfassende Modernisierung. Das Modell wurde im Oktober 1994 der Öffentlichkeit präsentiert, flog im Juni 1995 zum ersten Mal und wurde im Mai 1996 zugelassen. Als Antrieb dient das noch einmal verbesserte TFE731-60-Triebwerk, das eine leichte Steigerung der Leistung und eine Erhöhung der Effizienz bietet. Letzteres erhöhte zusammen mit zusätzlichen Treibstofftanks die Reichweite auf etwa 8400 km. Ebenfalls überarbeitet wurde das Cockpit, in dem nun ein Glascockpit vom Typ Primus 2000 von Honeywell zum Einsatz kommt. Dieses kann als Option auch mit einem Head-up-Display bestellt werden. Die 900EX wurde immer parallel zu einer anderen Variante gebaut, anfänglich zur 900B, dann zur 900C und schließlich zur 900DX. Die hohe Reichweite machte die Falcon 900EX auch bei Regierungen beliebt; der deutsche Bundesnachrichtendienst verfügt ebenfalls über ein derartiges Flugzeug mit dem Kennzeichen D-AZEM.

### Falcon 900EX EASy
Die Falcon 900EX EASy ist mit der 900EX bis auf das Cockpit identisch. Im Cockpit kommt ein neuartiges Glascockpit mit vier Farbbildschirmen zum Einsatz, das von Dassault und Honeywell zusammen unter dem Namen EASy entwickelt wurde. Der Erstflug wurde im Jahr 2002 unternommen.

### Falcon 900DX
Die 900DX entspricht weitgehend der EX EASy, allerdings ohne die Zusatztanks, so dass die Reichweite niedriger ist. Entsprechend sind die Kosten niedriger und ersetzt deshalb die Falcon 900C. Vorgestellt wurde das Projekt im Mai 2004, am 13. Mai desselben Jahres hob das Modell zum ersten Mal ab und im Oktober wurde die 900DX zugelassen.

### Falcon 900LX
Im Mai 2008 wurde die Version 900LX angekündigt. Sie basiert auf der EX, verfügt allerdings über Blended Winglets von Aviation Partners Inc. (API), wodurch die Spannweite um 2,06 m steigt und die Effizienz um rund 5 % verbessert wird. Die maximale Reichweite steigt entsprechend um etwa 400 auf rund 8.800 km. Nicht erreicht werden konnte das Ziel, die LX von Beginn an mit dem neuen EASy-II-Cockpit auszustatten, das damals von Dassault in Zusammenarbeit mit Honeywell entwickelt wurde. Die Zulassung erfolgte im Juni 2010, jedoch wurden die Flugtests noch weiter fortgesetzt, um eine Zulassung für CAT-III-Anflüge zu erreichen. Für bestehende Falcon 900EX sollen die Winglets der LX als Nachrüstkit erhältlich sein, womit dieselben Flugleistungen erreicht werden sollen wie bei neu gebauten LX.

### Falcon 900MSA
An die japanische Behörde Maritime Security Agency wurden zwei Seeaufklärer geliefert, die als Spezialausrüstung unter anderem ein Radar, ein Infrarotgerät sowie eine Bedienstation erhielten.
Unter dem Namen Falcon 900MPA vermarktet Dassault ein ähnliches, aber moderneres Flugzeug, das insbesondere mit dem Searchwater-Radar von Thales ausgerüstet ist. Bislang konnte allerdings kein Käufer gewonnen werden.

## Technische Daten
| Kenngröße                 | Falcon 900                  | Falcon 900B/C               | Falcon 900EX (EASy)         | Falcon 900DX                | Falcon 900LX                |
| ------------------------- | --------------------------- | --------------------------- | --------------------------- | --------------------------- | --------------------------- |
| Besatzung                 | 2                           | 2                           | 2                           | 2                           | 2                           |
| Passagiere                | je nach Bestuhlung 8 bis 19 | je nach Bestuhlung 8 bis 19 | je nach Bestuhlung 8 bis 19 | je nach Bestuhlung 8 bis 19 | je nach Bestuhlung 8 bis 19 |
| Länge                     | 20,23 m                     | 20,23 m                     | 20,23 m                     | 20,23 m                     | 20,23 m                     |
| Spannweite                | 19,33 m                     | 19,33 m                     | 19,33 m                     | 19,33 m                     | 21,38 m                     |
| Höhe                      | 7,55 m                      | 7,55 m                      | 7,55 m                      | 7,55 m                      | 7,55 m                      |
| Flügelfläche              | 49,02 m²                    | 49,02 m²                    | 49,02 m²                    | 49,02 m²                    | 49,02 m²                    |
| Flügelstreckung           | 7,6                         | 7,6                         | 7,6                         | 7,6                         | 7,6                         |
| Rumpfdurchmesser          | 2,5 m                       | 2,5 m                       | 2,5 m                       | 2,5 m                       | 2,5 m                       |
| Kabinenlänge              | 10,11 m                     | 10,11 m                     | 10,11 m                     | 10,11 m                     | 10,11 m                     |
| Kabinenbreite             | 2,35 m                      | 2,35 m                      | 2,35 m                      | 2,35 m                      | 2,35 m                      |
| Kabinenhöhe               | 1,88 m                      | 1,88 m                      | 1,88 m                      | 1,88 m                      | 1,88 m                      |
| Rüstmasse                 | ?                           | 10.255 kg                   | 11.204 kg                   | 11.099 kg                   | 11.709 kg                   |
| max. Startmasse           | ?                           | 20.640 kg                   | 21.910 kg                   | 21.183 kg                   | 21.910 kg                   |
| Triebwerke                | drei Honeywell TFE731-5     | drei Honeywell TFE731-5BR   | drei Honeywell TFE731-60    | drei Honeywell TFE731-60    | drei Honeywell TFE731-60    |
| Schubkraft                | ?                           | 21,24 kN                    | 22,24 kN                    | 22,24 kN                    | 22,24 kN                    |
| Höchstgeschwindigkeit     | Mach 0,87                   | Mach 0,87                   | Mach 0,87                   | Mach 0,87                   | Mach 0,87                   |
| max. Reisegeschwindigkeit | Mach 0,84                   | Mach 0,84                   | Mach 0,84                   | Mach 0,84                   | Mach 0,84                   |
| Dienstgipfelhöhe          | 15.550 m                    | 15.550 m                    | 15.550 m                    | 15.550 m                    | 15.550 m                    |
| max. Reichweite           | ca. 7.000 km                | ca. 7.400 km                | ca. 8.400 km                | ca. 7.700 km                | ca. 8.800 km                |
| Startstrecke              | ?                           | 1.505 m                     | 1.520 m                     | 1.380 m                     | 1.560 m                     |
| Landestrecke              | ?                           | 716 m                       | 725 m                       | 721 m                       | 736 m                       |

## Vergleichbare Modelle
- Bombardier Challenger 605
- Embraer Legacy 600 / 650
- Gulfstream G450